# Postní doba
Postní doba (nebo také doba svatopostní, velký půst nebo jen půst, latinsky Quadragesima) je v křesťanství období přípravy na Velikonoce. V západní církvi začíná postní doba Popeleční středou a trvá 40 dní (kromě nedělí). Ve východních církvích začíná Velký půst v pondělí 7. týdne před Velikonocemi a končí v pátek 9 dní před Velikonocemi.

## Význam křesťanského půstu
Půst se v křesťanském smyslu netýká pouze zdržení se jídla a abstinence, ale může zahrnovat i jiné projevy jako např. almužnu či dobré skutky. Hlavním účelem postu je zaměření se na Boha, kdy člověk vyjadřuje touhu být v jeho bezprostřední přítomnosti. (Matoušovo evangelium 9:15) Dalším důvodem pro půst může být soustředění věřícího na jeho duchovní růst v rámci přípravy na největší křesťanské svátky roku – Velikonoce. Zároveň má probouzet větší citlivost vůči ostatním lidem. Už v Izajášově proroctví jsou za pravý půst považovány projevy spravedlnosti a milosrdenství.

## Význam postní doby
V postní době má člověk pracovat na proměně a obnově svého života, aby mohl žít opět plně jako křesťan. Má v této době obnovit autentické vztahy, navázat znovu dialog s druhými, odpočinout si a vrátit se k tomu, co činí život křesťana křesťanským. Nemělo by ale jít pouze o lidské úsilí, neboť křesťanská teologie a spiritualita považuje půst za Boží milost, kdy člověk naslouchá Božímu slovu a svůj život podle něho uzpůsobuje.
Postní doba je též obdobím přípravy katechumenů na křest a provázejí je v tuto dobu zvláštní liturgické obřady. Mezi dny postní doby, které nesou tradiční označení, patří ještě 4. neděle postní, zvaná Laetare, a 6. neděle postní, běžněji Květná neděle, jako připomenutí dne vjezdu Ježíše do Jeruzaléma.
Liturgická barva postní doby je fialová. Začíná Popeleční středou, trvá (nepočítaje v to neděle) 40 dní a celá doba vrcholí Svatým týdnem, při němž si křesťané připomínají ukřižování Ježíše Krista a končí velikonočním triduem (to začíná na Zelený čtvrtek večer, pokračuje Velkým pátkem a Bílou sobotou, posledním dnem postní doby, a vrcholí Velikonoční vigilií ústící do neděle Zmrtvýchvstání Páně). Celá postní příprava směřuje k radostné oslavě Velikonoc, které jsou pro křesťany svátky Kristova vzkříšení z mrtvých.

## Postní praxe

### Katolická postní praxe
Postní praxe byla v minulosti poměrně namáhavá, nejedlo se maso, ryby[zdroj⁠?!], vejce a mléčné produkty a bylo zvykem jíst jednou denně. Současná postní praxe katolické církve zavazuje katolíky od 14 do 60 let. Na Popeleční středu a Velký pátek jako dny přísného postu je dovoleno sníst pouze jedno velké a dvě malá (která nedají dohromady jedno velké) jídla denně. Kromě toho existuje ještě půst od masa, předepsaný pro tyto dva dny a všechny pátky roku. Tento páteční půst je ale možné nahradit jiným skutkem pokání.

### Pravoslavná postní praxe
Pravoslaví zná postní praxi obdobnou jako u katolíků, avšak je přísnější. Postní období je nazýváno jako Svatá čtyřicátnice.

## Neděle postní doby
Někdy se lze setkat s označením jednotlivých nedělí podle mešních antifon:
| Název neděle     | Latinský název (u 1.–5. neděle úvodní slovo vstupní antifony) | Latinský název (u 1.–5. neděle úvodní slovo vstupní antifony)  | Lidové pojmenování |
| ---------------- | ------------------------------------------------------------- | -------------------------------------------------------------- | ------------------ |
| 1. neděle postní | Invocabit                                                     | Invocabit me = Bude mě vzývat                                  | Černá, liščí       |
| 2. neděle postní | Reminiscere                                                   | Reminiscere miserationum tuarum = Rozpomeň se na své smilování | Pražná, suchá      |
| 3. neděle postní | Oculi                                                         | Oculi mei semper ad Dominum = Mé oči stále vyhlíží Pána        | Kýchavá            |
| 4. neděle postní | Laetare                                                       | Laetare Ierusalem = Raduj se, Jeruzaléme                       | Družebná           |
| 5. neděle postní | Judica                                                        | Iudica me Deus = Zjednej mi právo, Bože                        | Smrtná             |
| Květná neděle    | In Palmis                                                     |                                                                | Květná             |

Svůj vlastní název mají i neděle tzv. předpostní doby (devítníkové), které se však ve většině současných ritů neuplatňují.